# ALCOA-CCEA原則

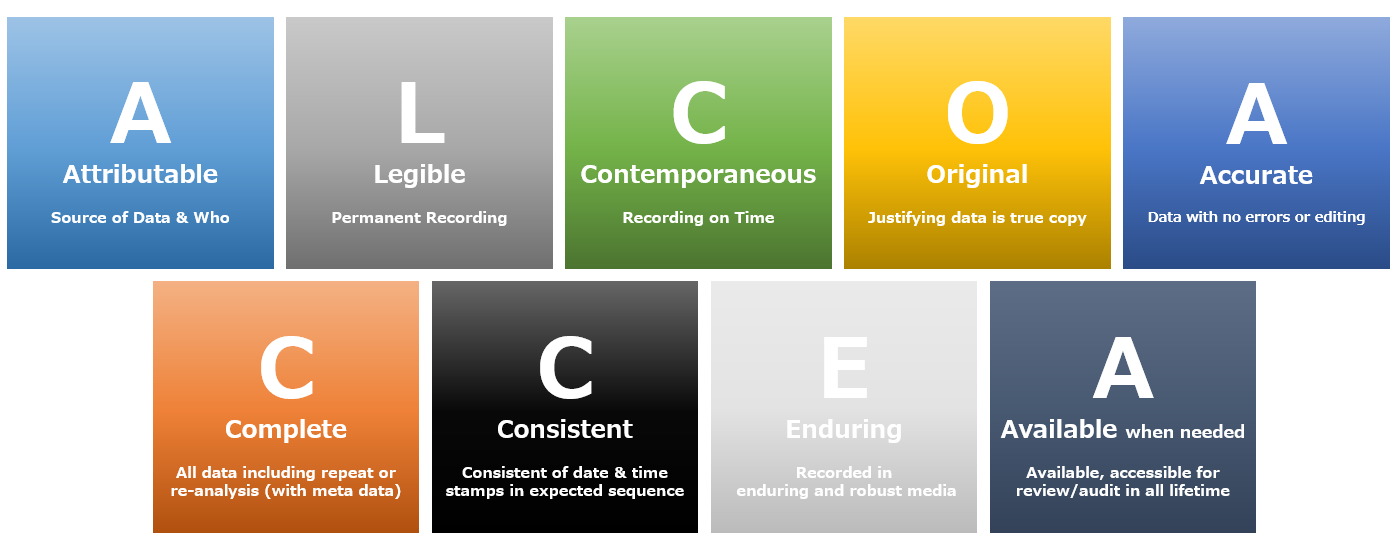

ALCOA-CCEA原則はデータインテグリティの具体的要素を規定したALCOA原則をベースに、データライフサイクルを加味したEECA要件が付加された高品質かつ高信頼なデータに関する原則要件で、合わせてALCOA+とも記述される。データインテグリティを確保するには「帰属性・判読性・同時性・原本性・正確性」+「完全性・一貫性・永続性・可用性」を満たすべき、としている。

## 概要
ALCOA-CCEA原則は、信頼性の高いデータを生成・維持・管理・運用することを目的としており、不正や改竄はもとより、不備や、意図しないもしくは不作為によって発生しうるデータの欠損や劣化を含め防止し、高い品質と信頼性を備えたデータを扱うため枠組みである。ALCOA-CCEA原則の対象は、デジタルデータだけではなくハードウェア製品やソフトウェア製品、施設全体のセキュリティ、コンプライアンスやガバナンスコントロール・モラル対策、業務の運用体制や教育など包括的なものとなっている。
もともとは人命に直接かかわる医療系、特に製薬業界に関する取り組みであったが、近年の製造業におけるデータ偽装・改竄問題やデータ流通市場の活性化などの影響で、EUを中心にその他の業種でもALCOA-CCEAを検討する動きがあり、特にグローバル企業においては留意しておく必要がある。

## 経緯
ALCOA原則は米国食品医薬品局(FDA)により1999年に概念が紹介され、データインテグリティの基本要件ともいえる要件で、このガイダンスの冒頭部分に

Data should be attributable, original, accurate, contemporaneous, and legible.

(データは 帰属性があり オリジナルであり 正確で 同時期のものであり 判読可能でなければならない)

Guidance for Industry

との記述があり、これらの単語Attributable, Legible, Contemporaneous, Original, Accurateの頭文字からALCOAと命名された。さらに2010年にEECA要件が欧州医薬品庁(EMA)によって追加されたもの。
データインテグリティは決して新しい概念ではなく、医療分野のGxP要件では以前から必ず守るべきものとされていた。全てのデータがライフサイクルを通じて一貫性を保ち、完全かつ正確であることを意味する。
2015年にMHRA、2016年に世界保健機関(WHO)、2018年にFDA、2021年にPIC/S(医薬品査定協定・医薬品査察協同スキーム)がガイドラインを発行し、データインテグリティ対応の重要性を訴えている。日本では2014年にPIC/Sへ加盟したこともあり、国際基準にのっとったデータインテグリティ対応が求められるようになった。

## ALCOA
主にデータ自体が満たすべき要件として、帰属性・判読性・同時性・原本性・正確性の5つからなる。
A： Attributable (帰属性)
帰属性とは、全データの所有者・帰属・責任が特定できること。誰がタスクを実行し、記録を修正・変更したのかが常に記録される必要がある。
「必ず日付と作業者を記録する」「必要な事項を確実に記入できる書式を用意する」「修正した場合は修正理由も明記する」「登録済み電子署名を使用する」「情報のトレーサビリティを確保する」「アカウントを複数の人で共同運用しない」「適切なアクセス権限を設ける」「バイオメトリクス(生体)承認を行う(なりすまし防止)」といった対応が必要。
L： Legible (判読性)
全データ/記録が人間によって判読・理解できること。そもそも記録を保存していても必要な際に読めなくては意味がない。
「誰でも読めるように綺麗に書く」「平易かつ正しく一意に理解できるように記録する」「仲間内しか理解できない記号などを使用しない」「コード化している記録(例えば1=Pass,0=Failや1=男,2=女など)も必要に応じて読めるようにする」といった対応が必要。
C： Contemporaneous (同時性)
同時性とは、データの生成と記録が同時、すなわち、全ての事象や作業に関するデータが発生と同時に記録されることであり、記憶に基づいて記録したり、後から記録が書き換えられたり、履歴が残らない形で改竄されることを防ぐ必要がある。
「作業と同時に記録するよう徹底する」「基本作業者本人が記録する」「バックデートを禁止する」「記録が書き換えられないよう方針や基準で厳しく定める」「現場の時計を合わせる(紙媒体)」「入力端末の時刻などをタイムサーバに合わせる」「システムで改竄保証する」といった対応が必要。
O： Original (原本性)
原本性とは、データが原本である、または原本と同様であること。無秩序な複製や転記は基本原本と認められない。データが本物であると証明するためには、それが「最初に収集された情報」であることの証明ができる必要がある。
「最初に記録日時と変更履歴をどちらも残す(どちらかが欠けると本物であることを証明できない)」「正式なデータストレージ・記録書以外は使用しない」「既定の作成ルールに則ったもののみ真正コピーとする」「原本データは一切触らない(データ加工する際は複製側のデータのみ用いる)」といった対応が必要。
A： Accurate (正確性)
正確性とは、データが正確であること。データの正しさを証明するには、作業において[誰が：Who][いつ：When][何を：What][どのように：How]行ったかが正確に記録されている必要がある。装置の操作が正しかったか、材料の有効期限が適正だったか、設定パラメータが間違っていなかったか、使用プログラムが正しかったかなども問われることがあるため、多くの作業記録やチェックが必要。
「作成された手順書に基づき、作業を実行する」「必要な訓練を受けた作業者によってのみ、作業が行われるようにする」「ダブルチェックなどでヒューマンエラーやデータの不備を防止する」「測定器の校正を定期的に行う」「見本サンプルで測定データを定期チェックする」「校正データも記録する」「システムはバリデーションを実施する(システム異常によるデータの破壊を防止)」といった対策が必要となる。

## CCEA
データライフサイクルまで網羅し、完全性・一貫性・永続性・可用性の4項目が追加され、より包括的な概念となった。
C： Complete (完全性)
完全性とは、事象の再現に必要な情報が全て完全に揃っていること。電子的に生成されたデータについては、メタデータ(作成場所・作成者や作成日、更新日、単位{数値だけだと不確定で意味がない}など)も含め記録されている必要がある。
「リストや記録手順を明確化しておき、記録用紙の誤用や入力ミスを回避する」「電子署名を含め関連するメタデータも全てアーカイブする」といった対策が挙げられる。通信ロスなどでデータを欠損することも完全性を満たさない事象。
C： Consistent (一貫性)
一貫性とは、全記録に矛盾がないこと。データのライフサイクルを通じて、どのプロセスにおいても欠損や不整合、改竄などが生じないようにするための要件。
「記録に日付や通し番号を付与する」「複数枚の記録となる場合は連番のページ番号を付ける」「全ての文書・記録に対して、適正なデータ管理基準を適用する」「セキュリティ上の管理体制を確保した上でデータを保管する(第三者からの不正アクセス・改竄防止)」といった対応が必要。
E： Enduring (永続性)
永続性とは、必要な期間にわたって全記録が保存・保管されていること。問題発生時や査察の際に必要な情報が欠損していては、データの完全性を証明できない。日本語の場合、"耐用性"とも記述される。
「紙の場合は、消えないインク(鉛筆や水性ペン・フリクションペン等を使わない)で記録する」「保存手段を明確化し、保管期間の管理も適切に行う」「電子記録の場合は、必要なデータを全てアーカイブする」「定期的にバックアップ・アーカイブする」「災害時などに備え事業継続計画(BCP)対策を行う」といった対応が必要。
A： Available when needed (可用性)
可用性とは、必要なタイミングでいつでも記録にアクセスでき、中身を閲覧できること。査察やその他調査などのタイミングで、必要な記録を読みやすい形式ですぐに表示できることが必要とされる。
「検索可能な状態で記録を保存する(紙媒体/電子媒体それぞれ)」「システムに監査証跡機能を備える」などの対策が必要。

## 紙媒体と電子媒体
現時点では、多くの場合紙媒体によるALCOA-CCEA運用も認められている。ただし、作業者の手書きによって全ての記録を作成するのは、時間も工数もかかってしまい、手入力によるヒューマンエラーが発生してしまうことで、データインテグリティの要件を満たせない事態にもなりかねない。また、必要な書類を全て保存しておくには十分な場所も必要であり、場所も取らず、記録の効率化・自動化を図れ、大規模データにも対応しやすい電子媒体による管理が主流となっていくと考えられる。FDAは紙の電子コピーは真正コピーとして扱えるとの見解を出している。